# Кротошин (Україна)
Крото́шин — село в Україні, у Львівському районі Львівської області. Населення становить 1220 осіб. Орган місцевого самоврядування - Давидівська сільська рада. Село входить до Давидівської ОТГ.

## Топоніми
Вулиці
- Вітру
- Княгині Ольги
- Лесі Українки
- Лісна
- Северина Наливайка
- Новосільська
- Січових Стрільців
- Сонячна
- Івана Франка

## Населення
За даними всеукраїнського перепису населення 2001 року, у селі мешкало 584 особи. За даними Давидівської громади у селі мешкає 1220 осіб.
| Мова       | Кількість осіб | Відсоток |
| ---------- | -------------- | -------- |
| українська |                | 100.00   |

## Історія
Перша згадка про село датується 11 жовтням 1377 року, саме у цей день було підписано документ, за яким декілька сіл разом із Кротошиним передавалися в дар від Владислава Опольського до львівського домініканського монастиря Божого Тіла. Вочевидь, що село існувало й раніше, загалом важливим є те, що в селі й надалі аж до 1939 року найбільшим землевласником був саме цей домініканський монастир.
В цьому ж документі також вказувалась і мета подібної передачі — гроші отримані із села повинні були йти на щонедільні меси за упокій. Загалом же, діяльність домініканського ордену була дуже активною. Так, у 1397 році польський король Владислав II Ягайло звільнив усі домініканські володіння, разом із Кротошиним від цивільного податку, а у 1399 році Галицький архієпископ Якуб Стрепа звільнив Кротошин і від церковного податку..
Архієпископ Якуб Стрепа у 1399 році надав селу дозвіл на спорудження каплички.
Відомі також факти нападу татарів на Кротошин, один із таких випадків відбувся у 1515 році. Тоді у черговій люстрації королівських земель зазначалось, що село було повністю спалене татарами.
Тим не менш, домініканський орден доволі швидко зміг відновити поселення. Сталося це, у першу чергу, завдяки колонізації, якій сприяв орден, вже у 1578 році площа землі, що належала цьому селу збільшилась у декілька разів, як наслідок, незабаром більшість населення вже була етнічно польською.
Станом на середину XIX століття у селі був власний млин та школа, що говорить про достаток села, окрім того, коштом римо-католицької церкви у 1855 році тут споруджено кам’яний костел Всіх Святих. Загалом, церковна ієрархія у XIX століття виглядала наступним чином: Римо-католицька парафія - Щирецький деканат - Львівська архідієцезія. Як уже згадувалось на початку, церква зберігала домінуюче положення у користуванні землею.
Ситуація змінилась уже у події «Золотого вересня» 1939 року. Приблизно в цей час із радянізацією відбулась і секуляризація церковних земель. Приміщення церкви вціліло, і пізніше, вже у часи незалежності перейшло до Української Автокефальної Православної Церкви та стало називатись храмом Покрови Пресвятої Богородиці.

## Відомі люди
- Артишко Ярослав Володимирович — лікар
- Кореницький Ярослав Стефанович (27.01.1939 — 16.09.2019) — український філолог, художник, різьбяр, поет.
- Косопуд Богдан Йосипович (20.07.1957) — український оперний та камерний співак, професор кафедри сольного співу Львівської національної музичної академії ім. М.Лисенка, викладач вокалу Львівського музичного фахового коледжу ім. С.Людкевича, поет-пісняр, композитор. Заслужений діяч мистецтв України.
- Яремко Василь Іванович (1973—2024) — старшина Збройних сил України, учасник російсько-української війни, Герой України (посмертно, 2024).

## Герб
- Фоном герба служать два кольори: - блакитний (як на прапорі України) — небесна царина і зелений (кольору трави) — земна царина;
- На верхньому (блакитному) фоні розміщено сонце — символ воскреслого Ісуса, що освітлює наше село і наше майбутнє та, у вигляді голуба, Святий Дух, котрий витає над селом, захищає та одухотворяє його;
- Розділяє земне і небесне — Дерево життя, яке коріннями ввійшло у нашу історію, а віттями шумить у майбутньому села. Також це три дороги, по яких депортували у 1946 році людей із трьох найбільших (які сьогодні перебувають на території Польщі): Запалів, Новосілки Кардинальські та Радруж;
- Зліва від стовбура Дерева життя — розгорнута книжка. Це Євангеліє, чи наша Історія, чи Навчальна книга життя — усе це минуле, сьогодення і майбутнє Кротошина;
- Справа від стовбура Дерева життя - придорожня капличка — символізує одне із основних роздоріжж у минулому, також це схоронення від негоди, орієнтир та дороговказ шляху до Бога. Таких капличок у Кротошині є чотири;
- Корінням Дерева життя є 1377 рік — перша згадка про Кротошин у Львівському Державному архіві. Є археологічні розкопки, у яких знайдено сліди дохристиянської і Черняхівської доби;
- Внизу зеленого фону по три голубі хвилясті лінії справа і зліва від стовбура Дерева життя означають джерела, ставки і річечки, які струменять на території села.

## Прапор
- Розмір полотнища Прапора в пропорції: (ширина — довжина) 2:3;
- Форма Прапора: жовтий трикутник основою лежить на древку прапора, а вістрям на 1/3 увійшов у рівні смужки блакитного і зеленого;
- Кольорами прапора слугують три кольори, які присутні на Гербі: жовтий, блакитний і зелений;
- Жовтий, сонячний, гарячий – символізує сонце, тепло, добробут; блакитний – мирне небо; зелений – родючість, урожай, добробут кротошинців.

## Церква
- Церква Покрови Пресвятої Богородиці[11]
- мурований храм Покрови Пресвятої Богородиці збудований у 1855 році, як костел Всіх Святих. Належить до Пустомитівського деканату, Львівської єпархії ПЦУ. Декан, митр. прот. Коваль Богдан[12]

## Галерея

Малоповерховий житловий комплекс у селі Кротошин
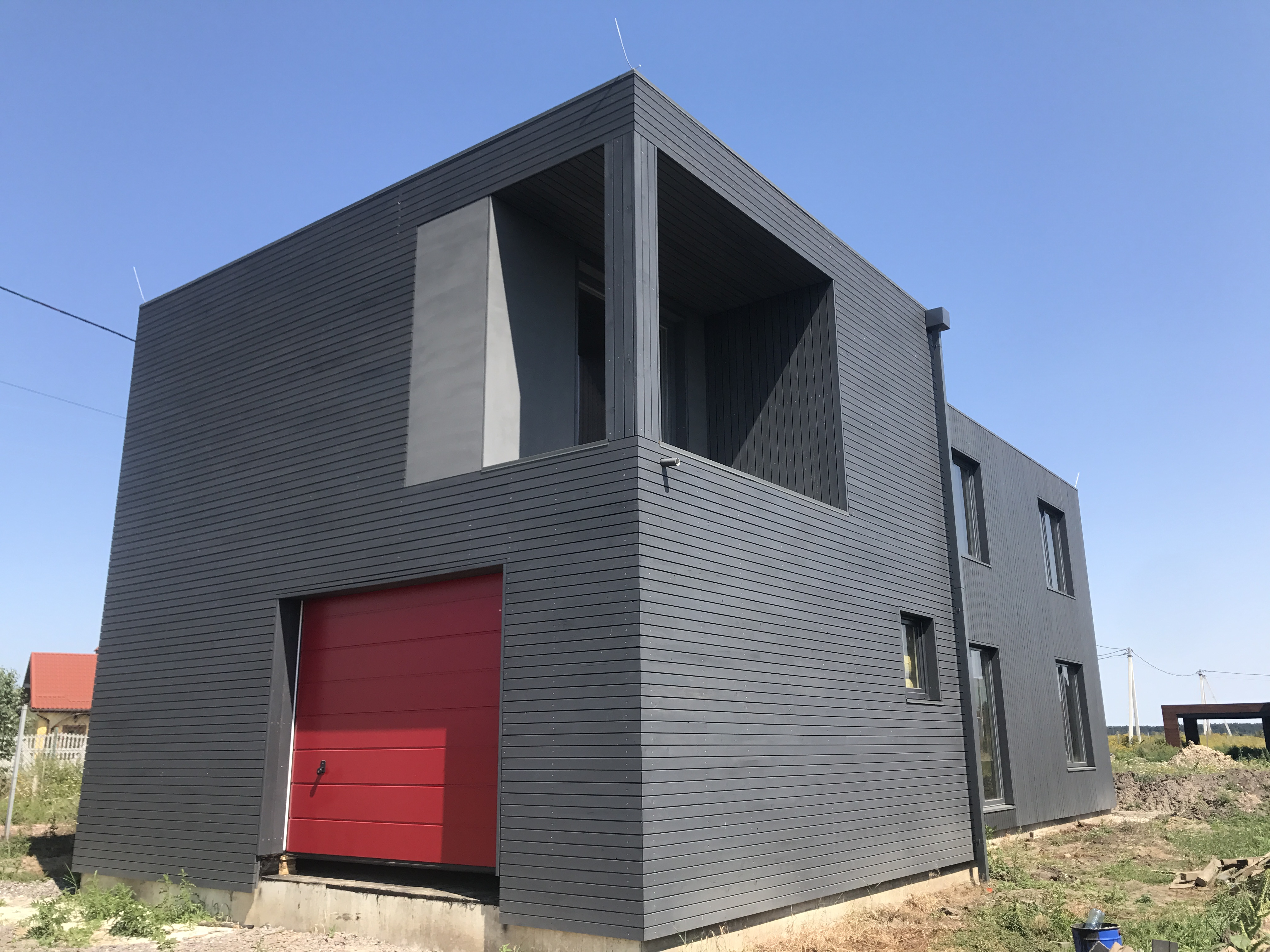
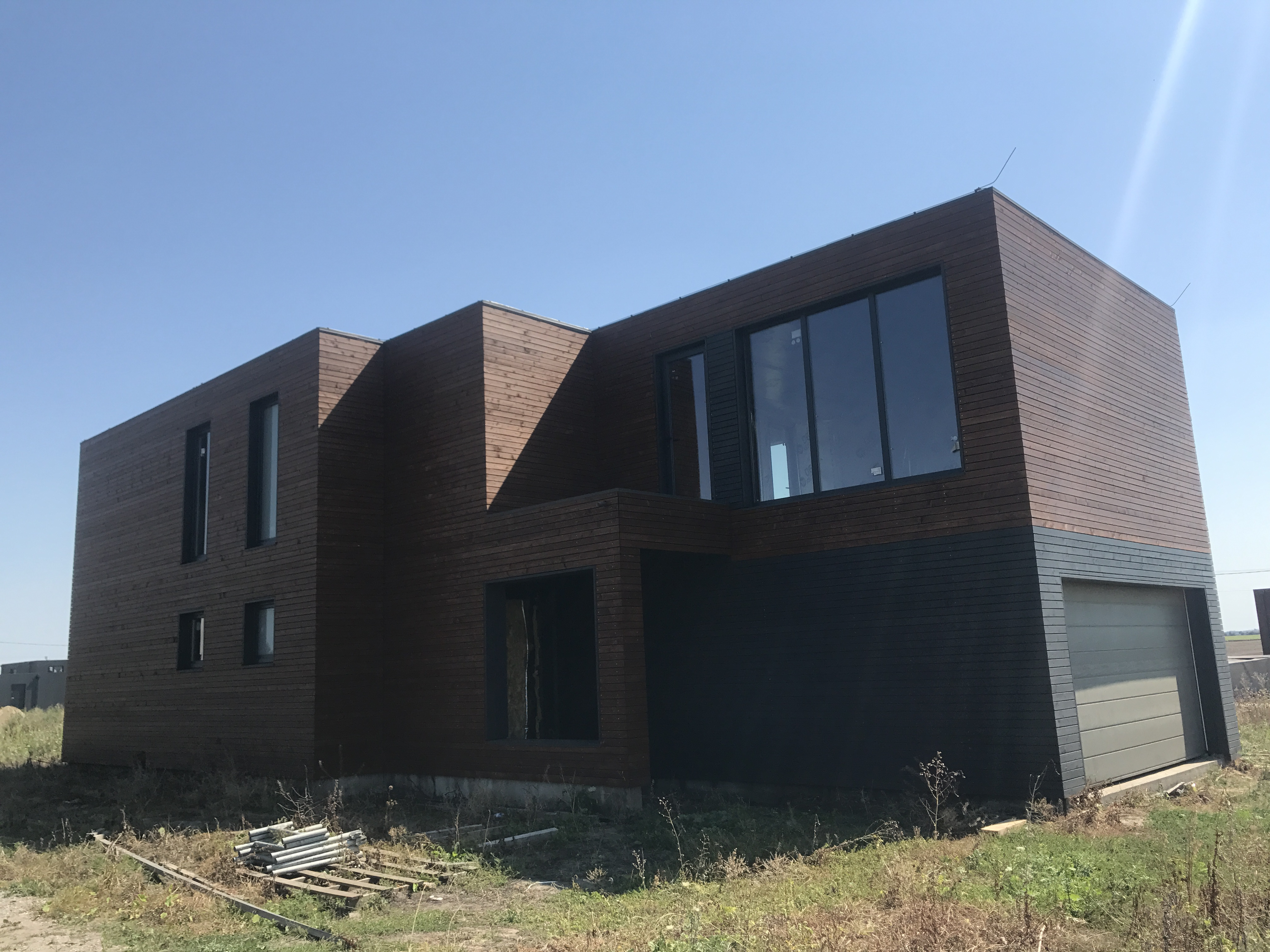
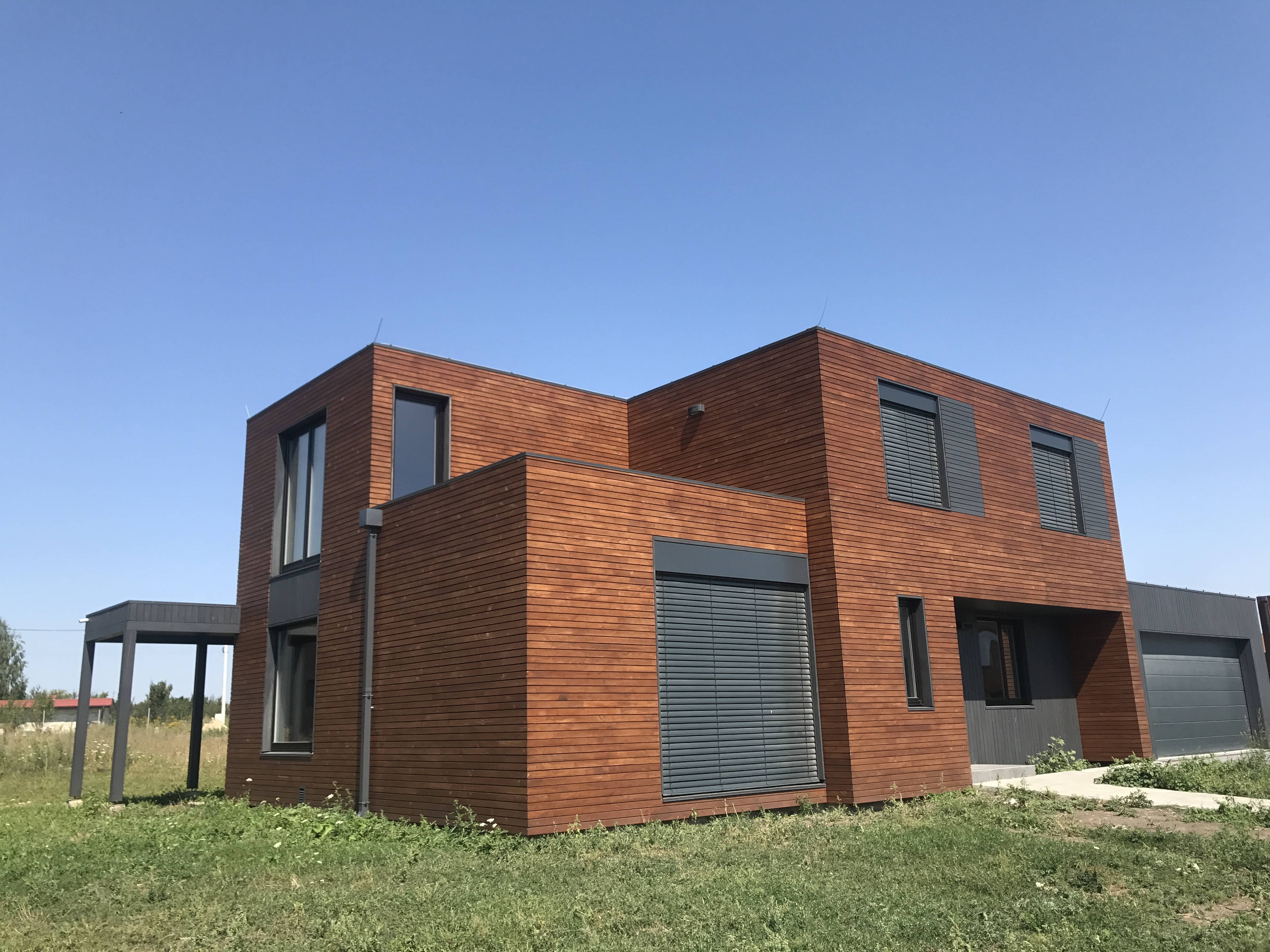
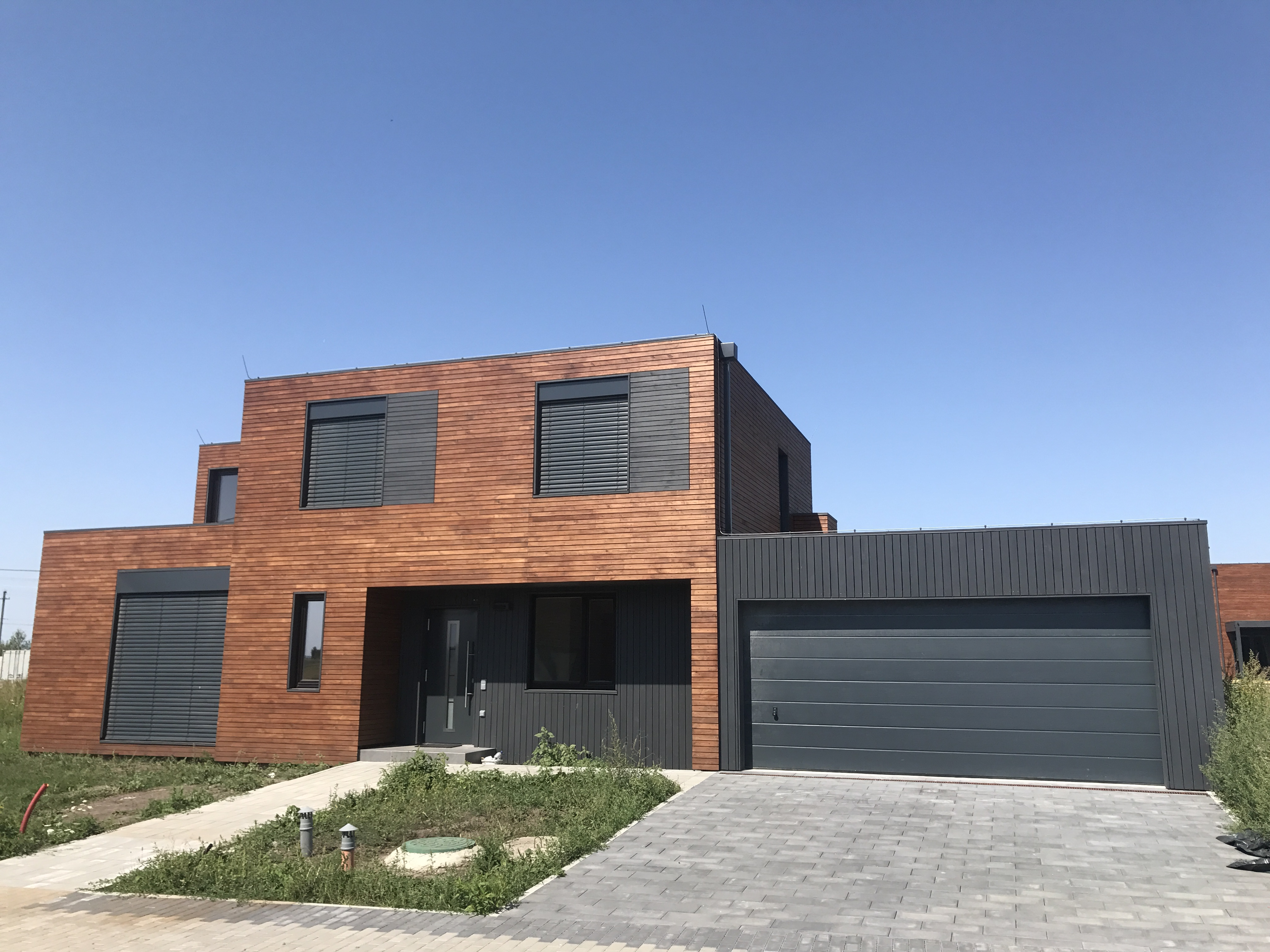
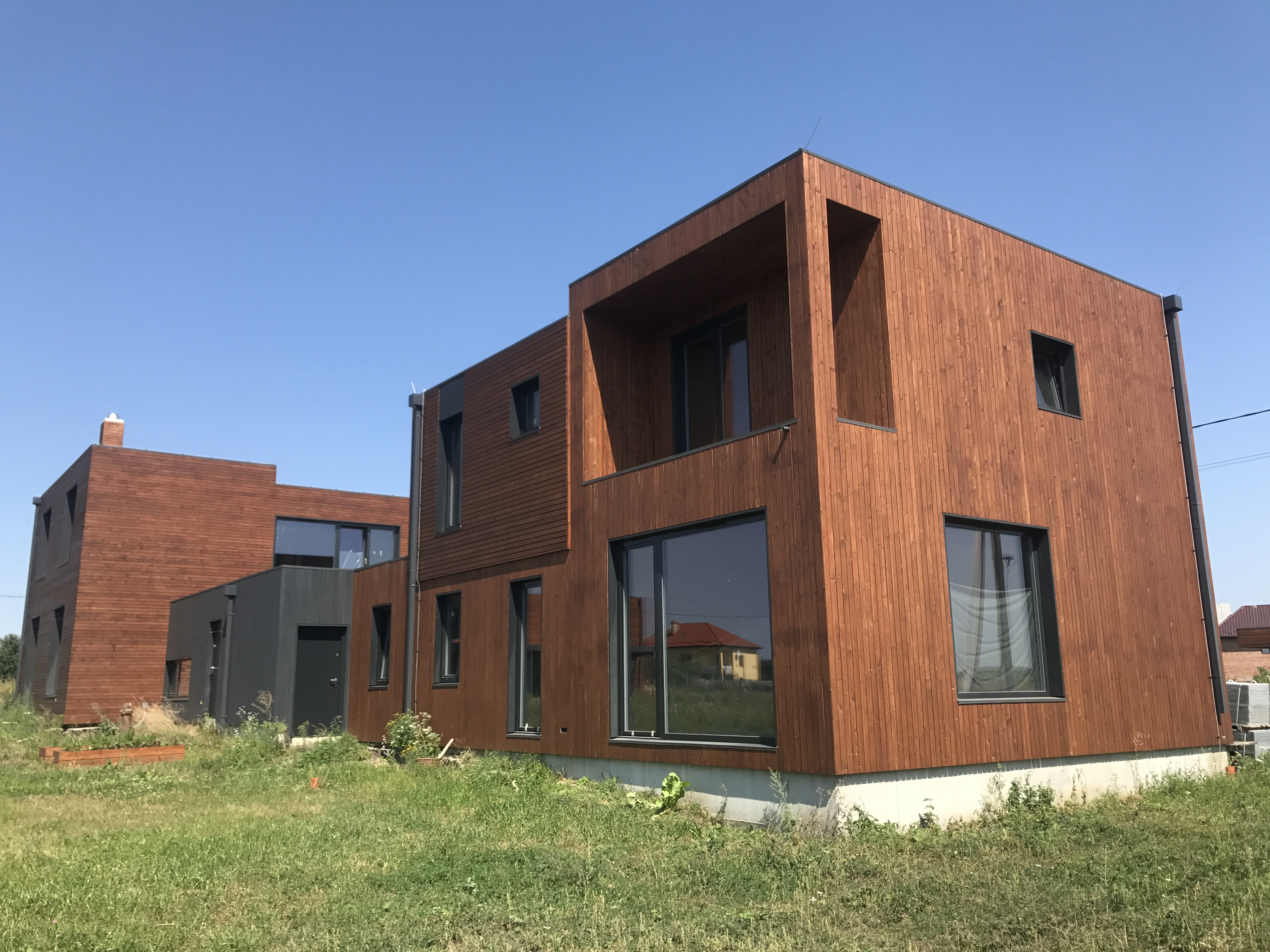
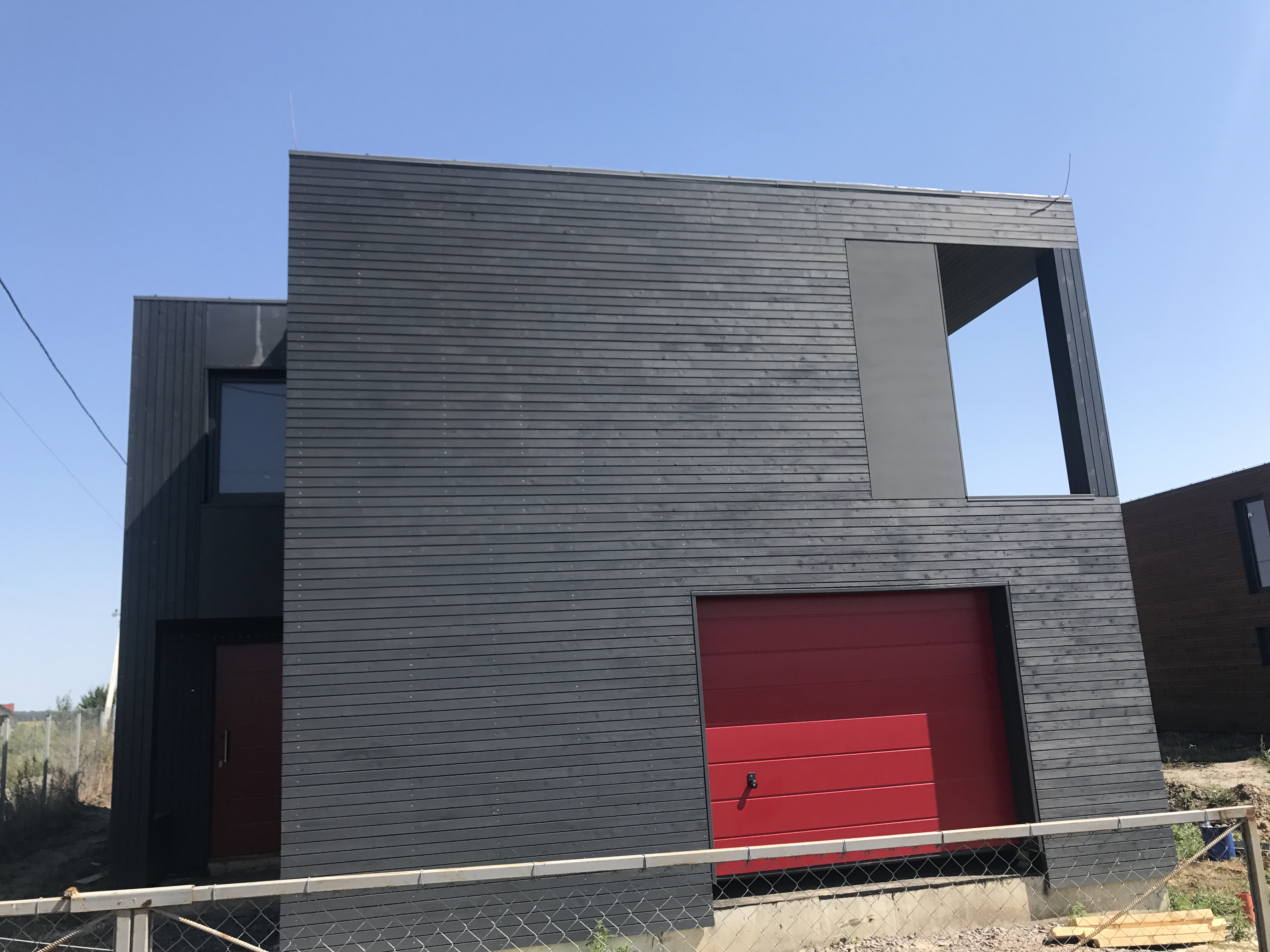